# سام هاردي (ممثل)
سام هاردي (بالإنجليزية: Sam Hardy)‏ هو ممثل أمريكي، ولد في 21 مارس 1884 في الولايات المتحدة، وتوفي في 16 أكتوبر 1935 بهوليوود في الولايات المتحدة.

## أعمال

### أفلام
- (1933) كينغ كونغ[4][5]

## وصلات خارجية
- سام هاردي على موقع IMDb (الإنجليزية)
- سام هاردي على موقع ألو سيني (الفرنسية)
- سام هاردي على موقع أول موفي (الإنجليزية)
- سام هاردي على موقع قاعدة بيانات برودواي على الإنترنت (الإنجليزية)
- سام هاردي على موقع قاعدة بيانات برودواي على الإنترنت (الإنجليزية)
- سام هاردي على موقع قاعدة بيانات الأفلام السويدية (السويدية)
- سام هاردي على موقع إن إن دي بي (الإنجليزية)
- سام هاردي على موقع قاعدة بيانات الفيلم (الإنجليزية)
- سام هاردي على موقع كينوبويسك (الروسية)